# John Francis O'Hara
John Francis O'Hara, CSC (1º de maio de 1888 – 28 de agosto de 1960) foi um membro americano da Congregação da Santa Cruz e prelado da Igreja Católica. Foi reitor da Universidade de Notre Dame (1934-1939) e Arcebispo da Filadélfia de 1951 até sua morte, tornando-se cardeal em 1958.

## Vida
John Francis O'Hara estudou na Universidade de Notre Dame, em Indiana e em Washington, DC e Pensilvânia , os sujeitos filosofia e teologia católica. Em 1912 ele se juntou à Congregação da Santa Cruz e recebeu em 9 de Setembro de 1916, o sacramento de Ordens Sagradas. De 1917 a 1939, ele ensinou na Universidade de Notre Dame e primeiro serviu o ofício de Spirituals , mais tarde o vice- reitor e reitor .
Em 11 de dezembro de 1939, o Papa Pio XII nomeou-o bispo titular de Mylasa e bispo auxiliar no Ordinariato Militar dos Estados Unidos. A consagração episcopal deu-lhe Francis Spellman em 15 de janeiro do ano seguinte. Os co-consagradores foram o bispo de Fort Wayne, John Francis Noll, e o bispo de Indianapolis, Joseph Elmer Ritter.
Em 10 de março de 1945 nomeou-o o Papa Pio XII. ao bispo de Buffalo. A inauguração ocorreu em 8 de maio do mesmo ano. Em 23 de novembro de 1951, ele foi nomeado arcebispo da Filadélfia. Papa João XXIII. John Francis O'Hara assumiu em 15 de dezembro de 1958 como padre cardeal com a igreja titular de Santi Andrea e Gregorio al Monte Celio no Colégio dos Cardeais. O cardeal O'Hara morreu dois anos depois. Ele foi enterrado na Igreja do Sagrado Coração de Notre Dame.